# 安东尼 (塞甫留克)
安东尼都主教（俄语：Митрополит Антоний，世俗名安东·尤里耶维奇·塞甫留克，Анто́н Ю́рьевич Севрю́к，1984年10月12日—）是俄罗斯正教会西欧牧首督主教区的首长。他的职衔是沃洛科拉姆斯克都主教。

## 履历
安东尼都主教于11岁时受洗，1991年至1995年他就读于家乡特维尔的特维尔第十九中学。1995年升入特维尔高中。在其青少年时期，安东尼在特维尔圣复活大教堂志愿做祭台助祭。
2002年，安东进入了圣彼得堡神学院，在其培训期间他学习了英语并在之后成为了一门英语选修课的讲师。他时常代表学校参加各种研讨会。2006年，他参加了在比利时布鲁塞尔举办的Syndemos青年团体工坊。2004年至2007年，他每年都参加了在塞浦路斯波塔米提萨举办的正教青年营，他担任了翻译以及俄语群体代表团代表。2007年3月，他在约恩苏大学正教宗教学系实习，同时从事了芬兰正教会教区事务。2007年6月，在回到圣彼得堡后，他成功地答辩了神学院课程“世界宗教中的末世论”的毕业论文。6月17日，他毕业于圣彼得堡神学院。2008年9月，他被任命为斯摩棱斯克神学院教师。
2009年3月5日，安东由斯摩棱斯克及加里宁格勒都主教，即后来的莫斯科牧首基里尔负责削发为修士。2015年10月7日，他再次由基里尔削发，修士名安东尼取自罗马的安东尼。
自2011年3月22日起至5月30日，他担任了意大利罗马圣尼古拉直辖教区首席神职。自5月30日起至6月12日，他担任了以大殉道者圣凯瑟琳之名修建的直辖教堂的首席神职。2011年6月12日，安东尼被任命为莫斯科牧首区在意大利诸堂区秘书，2015年10月7日，由基里尔牧首晋为修士大司祭。2015年10月22日，安东尼出任博戈羅茨克主教，为基里尔牧首在意大利的助理。
2019年5月30日，安东尼接替了约翰都主教，成为了西欧牧首督主教区的首长。俄罗斯正教会至圣主教公会决定将约翰都主教任命为俄罗斯正教会在维也纳和奥地利教区的首长。结果，安东尼出任俄罗斯正教会克森尼索教区都主教以及西欧督主教，代管意大利的牧首直辖诸堂区。
2019年10月20日，安东尼都主教在汉口的圣约拿瞻礼日访问了俄罗斯正教会上海堂区并举行了事奉圣礼。随后参观了上海圣母大堂和圣尼古拉堂。
2022年6月7日，安东尼接替伊拉里雍成为新一任的俄罗斯正教会对外关系部部长，由此卸任克森尼索都主教之职位并成为神圣公会议的永久成员之一。